# Shun'ichi Kase
Pour les articles homonymes, voir Kase (homonymie).
Shun'ichi Kase (加瀬 俊一, Kase Shun'ichi), 23 octobre 1897 – 9 septembre 1956, est un diplomate japonais avant et après la Seconde guerre mondiale.
Shun'ichi Kase est secrétaire du ministre des affaires étrangères Yōsuke Matsuoka en 1941 puis il est chargé d’affaires en Italie à partir de 1943. Par la suite, il sert comme ambassadeur du Japon en Suisse (1945), au Mexique (1952) et en Allemagne de l'Ouest (1953-1956).
Les noms Shun'ichi Kase et Toshikazu Kase sont écrits en japonais avec les mêmes caractères mais il s'agit de deux personnes différentes. Toshikazu est chef de bureau aux affaires étrangères à Tokyo et sert également en tant que secrétaire de plusieurs ministres des Affaires étrangères.

## Rôle dans les derniers jours de la seconde guerre mondiale
Tandis qu'il sert comme ambassadeur du Japon en Suisse, Kase informe son gouvernement de la déclaration de Potsdam qui exige la reddition du Japon. Le 27 juillet 1945, il observe que la capitulation sans condition s'applique seulement à l'armée et pas au gouvernement ni au peuple et il plaide qu'il faut comprendre que la langue prudente de Potsdam semble « avoir causé beaucoup de réflexion » de la part des gouvernements signataires - « ils semblent avoir pris la peine de sauver la face pour nous sur plusieurs points ». Néanmoins, le Japon rejette la déclaration de Potsdam et les bombes atomiques sont peu après larguées sur Hiroshima et Nagasaki tandis que l'Union soviétique se joint à la guerre contre le Japon. Le 10 août 1945, à la demande de l'empereur Hirohito, le gouvernement japonais annonce son acceptation des termes de Potsdam, à condition que l'empereur reste en place. L'annonce de la décision est envoyée aux États-Unis et en Chine par Kase. La Grande-Bretagne et l'Union Soviétique sont notifiées par le biais de l'ambassadeur du Japon en Suède.

## Source de la traduction
- (en) Cet article est partiellement ou en totalité issu de l’article de Wikipédia en anglais intitulé « Shun'ichi Kase » (voir la liste des auteurs).